# 白沙洲街道 (武汉市)
白沙洲街道，是中国湖北省武汉市武昌区的一个街道。办事处驻江盛路特1号，人口47000人（2008），面积4.9平方千米。下辖以下地区：
八铺街社区、涂家沟社区、解放桥社区、堤东社区、万福林社区、邮电社区、长江紫都社区、梅花苑社区、堤后社区、星苑社区、佳韵社区和城南新居社区。